# Championnat d'URSS de hockey sur glace 1947-1948
Saison précédente Saison suivante
La saison 1947-1948 est la 2e saison du championnat d'Union soviétique de hockey sur glace qui porte le nom de Klass A. Toutes les rencontres se jouent du 17 décembre 1947 au 14 février 1948.

## Classement
| Clt   | Équipe                | PJ | V  | D  | N | BP  | BC  | Pts |
| ----- | --------------------- | -- | -- | -- | - | --- | --- | --- |
| +001, | CDKA Moscou           | 18 | 16 | 1  | 1 | 108 | 25  | 33  |
| +002, | Spartak Moscou        | 18 | 14 | 2  | 2 | 87  | 30  | 30  |
| +003, | HK Dinamo Moscou      | 18 | 11 | 3  | 4 | 91  | 37  | 26  |
| +004, | Dinamo Riga           | 18 | 11 | 5  | 2 | 81  | 48  | 24  |
| +005, | Dinamo Léningrad      | 18 | 7  | 8  | 3 | 64  | 64  | 17  |
| +006, | Krylia Sovetov Moscou | 18 | 7  | 9  | 2 | 49  | 62  | 16  |
| +007, | VVS MVO Moscou        | 18 | 5  | 8  | 5 | 43  | 56  | 15  |
| +008, | Dinamo Tallinn        | 18 | 4  | 13 | 1 | 34  | 90  | 9   |
| +009, | Dzerjinets Léningrad  | 18 | 3  | 14 | 1 | 31  | 119 | 7   |
| +010, | Spartak Kaunas        | 18 | 0  | 15 | 3 | 29  | 86  | 3   |

- Vainqueur de la compétition
- Relégué en 2e groupe

## Référence
Résultats de la saison sur Hockeyarchives